# Lecane uenoi
Lecane uenoi is een raderdiertjessoort uit de familie Lecanidae. De wetenschappelijke naam van deze soort is voor het eerst geldig gepubliceerd in 1951 door Yamamoto.